# Partie polityczne Hiszpanii
Hiszpania jest krajem, w którym panuje system partyjny zbliżony do systemu dwupartyjnego. Oznacza to, iż istnieją tam dwie dominujące partie polityczne, osiągające najlepsze wyniki wyborcze. Jednak niemal niemożliwe jest odniesienie zwycięstwa wyborczego na tyle wysokiego, aby samemu utworzyć rząd. Partie działające tylko na terenach poszczególnych regionów są silne na terenach wspólnot autonomicznych takich jak Katalonia czy Kraj Basków. Są one bardzo ważnymi dla koalicji rządzących, ich duża liczba tworzy system z drugiej strony posiadający cechy systemu wielopartyjnego.

## Główne partie
Dwie największe partie hiszpańskie to:
- Hiszpańska Socjalistyczna Partia Robotnicza (Partido Socialista Obrero Español), złożona m.in. z Socjalistycznej Partii Kraju Basków (Partido Socialista de Euskadi, PSE), której sojusznikiem jest Partia Socjalistów Katalonii (Partit dels Socialistes de Catalunya, PSC), centrolewicowa, socjaldemokratyczna.
- Partia Ludowa (Partido Popular, PP), poprzednio Koalicja Ludowa (Coalición Popular), koalicja Sojuszu Ludowego (Alianza Popular, AP), Demokratycznej Partii Ludowej (Partido Demócrata Popular) i Partii Liberalnej (Partido Liberal) centroprawicowa, konserwatywna, konserwatywno-liberalna, chrześcijańsko-demokratyczna.

Inne partie reprezentowane w parlamencie lub mające swoich przedstawicieli w Parlamencie Europejskim:
- Podemos - lewicowa partia poltyczna
- Obywatele – Partia Obywatelska (Ciudadanos - Partido de la Ciudadanía),
- Zjednoczona Lewica (Izquierda Unida) - koalicja ugrupowań skupionych wokół Komunistycznej Partii Hiszpanii (Partido Comunista de España), w skład której wchodzi m.in. Zjednoczona Lewica i Alternatywa (Esquerra Unida i Alternartiva) z Katalonii,
- Konwergencja i Jedność (Convergència i Unió), koalicja Demokratycznej Zbieżności Katalonii (Convergència Democràtica de Catalunya) i Demokratycznego Zjednoczenia Katalonii (Unió Democràtica de Catalunya),
- Inicjatywa dla Katalonii – Zieloni (Iniciativa per Catalunya Verds), wcześniej w koalicji ze Zjednoczoną Lewicą,
- Nacjonalistyczna Partia Basków (Partido Nacionalista Vasco),
- Solidarność Basków (Eusko Alkartasuna), grupa rozłamowa z Nacjonalistycznej Partii Basków,
- Galicyjski Blok Narodowy (Bloque Nacionalista Galego),
- Republikańska Lewica Katalonii (Esquerra Republicana de Catalunya),
- Rada Aragońska (Chunta Aragonesista),
- Euskal Herritarrok, znana także jako Batasuna, zdelegalizowana przez hiszpański Sąd Najwyższy (Tribunal Supremo), uznana przez niego za część organizacji terrorystycznej ETA. Znajduje się na liście organizacji uważanych za terrorystyczne przez USA i UE.
- Koalicja Kanaryjska (Coalición Canaria),
- Partia Andaluzyjska (Partido Andalucista).